# Dominique aux Jeux olympiques d'été de 2016
La Dominique participe aux Jeux olympiques d'été de 2016 à Rio de Janeiro au Brésil du 5 août au 21 août. Il s'agit de sa 6e participation à des Jeux d'été.

## Athlétisme

### Homme
| Athlètes          | Compétitions | Série | Série | Demi-Finales | Demi-Finales | Finale  | Finale  |
| Athlètes          | Compétitions | Temps | Rang  | Temps        | Rang         | Temps   | Rang    |
| ----------------- | ------------ | ----- | ----- | ------------ | ------------ | ------- | ------- |
| Yordanys Durañona | Triple saut  | NM    | /     | NC           | NC           | Éliminé | Éliminé |